# HD 102350
HD 102350 är en ensam stjärna belägen i den södra delen av stjärnbilden Kentauren. Den har en skenbar magnitud av ca 4,11 och är svagt synlig för blotta ögat där ljusföroreningar ej förekommer. Baserat på parallaxmätning inom Hipparcosuppdraget på ca 8,4 mas, beräknas den befinna sig på ett avstånd på ca 390 ljusår (ca 119 parsek) från solen. Den rör sig närmare solen med en heliocentrisk radialhastighet på ca –3,5 km/s.

## Egenskaper
HD 102350 är en gul till vit ljusstark jättestjärna av spektralklass G0 II. Den är en misstänkt Delta Cephei-variabel, men fotometri av Hipparcos tyder på att dess ljusstyrka är konstant. Den har en radie som är ca 22 solradier och har ca 283 gånger solens utstrålning av energi från dess fotosfär vid en effektiv temperatur av ca 5 100 K.
HD 102350 har en visuell följeslagare av magnitud 13,0 med en vinkelseparation på 24,3 bågsekunder vid en positionsvinkel på 313° i förhållande till den ljusare stjärnan år 2000. Den är listad i Washington Double Star Catalog som att ha en följeslagare av 13:e magnitud med en vinkelseparation av ca 25 bågsekunder, men denna är ett avlägset bakgrundsobjekt som inte är relaterat till HD 102350.